# Zuid-Afrika op de Olympische Zomerspelen 2004
Zuid-Afrika nam deel aan de Olympische Zomerspelen 2004 in Athene, Griekenland. In tegenstelling tot de vorige editie werd dit keer weer goud gewonnen.

## Medailleoverzicht
| Sport    | Olympiër                                                        | Discipline           | Medaille |
| -------- | --------------------------------------------------------------- | -------------------- | -------- |
| Zwemmen  | Lyndon Ferns Ryk Neethling Roland Mark Schoeman Darian Townsend | 4x100 m vrij         | Goud     |
| Atletiek | Mbulaeni Mulaudzi                                               | 800 m (m)            | Zilver   |
| Atletiek | Hestrie Cloete                                                  | hoogspringen (v)     | Zilver   |
| Zwemmen  | Roland Mark Schoeman                                            | 100 m vrij           | Zilver   |
| Roeien   | Donovan Cech Ramon Di Clemente                                  | twee-zonder-stuurman | Brons    |
| Zwemmen  | Roland Mark Schoeman                                            | 50 m vrij            | Brons    |

## Deelnemers en resultaten

### Atletiek
Vrouwen 100 meter:
- Geraldine Pillay - Eerste ronde, 11.44 s (ging niet verder)

Mannen 110 meter horden:
- Shaun Bownes - Eerste ronde: 13.52 s, Ronde 2: 13.62 s

Mannen 200 meter:
- Leigh Julius - Eerste ronde: 20.80 s

Vrouwen 200 meter:
- Heide Seyerling - Eerste ronde: 23.66 s

Mannen, 400 meter:
- Marcus la Grange - Eerste ronde: 45.95 s

Vrouwen 400 meter:
- Estie Wittstock - Eerste ronde: 51.89 s, halve finale: 51.77 s

Mannen 400 meter horden:
- Alwyn Myburgh - Eerste ronde: 48.44 s, halve finale: 48.21 s, Finale: 49.07 s (7e plaats)
- Llewellyn Herbert - Eerste ronde: 48.70 s, halve finale: 48.57 s
- Ockert Cilliers - Eerste ronde: 49.12 s, halve finale: 49.01 s

Vrouwen 400 meter horden:
- Surita Febbraio - Eerste ronde: 56.49 s

Mannen 800 meter:
- Mbulaeni Mulaudzi - zilver (1:44.61 in finale)
- Hezekiel Sepeng - 6e plaats (1:45.53 in finale)

Mannen 1500 meter:
- Johan Cronje - Halve finale, 3:44.41 (ging niet verder)

Mannen 3000 meter steeplechase:
- Ruben Ramolefi - Eerste ronde, 8:46.17 (ging niet verder)

Mannen 4x400 meter estafette:
- Marcus la Grange, Hendrick Mokganyetsi, Ockert Cilliers en Arnaud Malherbe - Eerste ronde, niet gefinisht (ging niet verder)

Vrouwen zevenkamp:
- Janice Josephs - 6074 punten (19e plaats)

Mannen marathon:
- Gert Thys - 2:16:08 (16e plaats)
- Hendrick Ramaala - Niet gefinisht
- Ian Syster - Niet gefinisht

Vrouwen 20 km snelwandelen:
- Nicolene Cronje - 1:42:37 (47e plaats)

Mannen hink-stap-springen:
- Godfrey Khotso Mokoena - Eerste ronde, 16.32 meter (ging niet verder)

Mannen hoogspringen:
- Jacques Freitag - Eerste ronde, 2.20 meter (ging niet verder)

Vrouwen hoogspringen:
- Hestrie Cloete - Eerste ronde: 1.95 meter, Finale: 2.02 meter (zilver)

Mannen polsstokhoogspringen:
- Okkert Brits - Eerste ronde, 5.60 meter (ging niet verder)

Mannen kogelstoten:
- Janus Robberts - Eerste ronde, 19.41 meter (ging niet verder)
- Burger Lambrechts - Eerste ronde, 18.67 meter (ging niet verder)

Mannen discus:
- Frantz Kruger - Finale, 64.34 meter (5e plaats)
- Hannes Hopley - Finale, 62.58 meter (8e plaats)

Vrouwen discus:
- Elizna Naude - Eerste ronde: 58.74 meter

Mannen speerwerpen:
- Gerhardus Pienaar - Eerste ronde, 79.95 meter (ging niet verder)

Vrouwen speerwerpen:
- Sunette Viljoen - Eerste ronde: 54.45 meter

### Badminton
- Mannen enkel:

Chris Dednam - verslagen in de 1/16e finale
- Vrouwen enkel:

Michelle Edwards - verslagen in de 1/16e finale
- Mannen dubbelspel:

Dorian James en Stewart Carson - verslagen in de 1/16e finale
- Vrouwen dubbelspel:

Michelle Edwards en Chantal Botts - verslagen in de 1/16e finale
- Gemengd dubbelspel:

Chris Dednam en Antoinette Uys - verslagen in de 1/16e finale

### Boksen
Vedergewicht (57kg)
- Lodumo Galada
  1. Laatste 32 - Verloor van Shahin Imranov uit Azerbeidzjan, puntenovermacht

Weltergewicht (69kg)
- Bongani Mahlangu
  1. Laatste 32 - Verloor van Rovshan Huseynov uit Azerbeidzjan, 22-14

Middengewicht (75kg)
- Khotso Motau
  1. Laatste 32 - Verloor van Oleg Maskin uit Oekraïne, 25-22

### Boogschieten
Vrouwen individueel:
- Kirstin Lewis - 16e plaats

### Gymnastiek
Turnen, vrouwen
- Zandre Labuschagne - plaatste zich voor geen enkel onderdeel

Vrouwen, ritmische gymnastiek:
- individueel
  - Stephanie Sandler - 22e plaats

### Hockey
Mannen: 10e plaats
- voorronde: 1-0-4
- Klassificatie (9-12): versloeg Egypte, 5-1
- Klassificatie (9/10): verslagen door Groot-Brittannië, 1-1 (verlenging, 4-3)

Spelers: Gregg Clark, Wayne Denne, Denzil Dolley, Iain Evans, Steve Evans, Craig Fulton, Chris Hibbert, Craig Jackson, 
Bruce Jacobs, Greg Nicol, Ryan Ravenscroft, Eric Rose-Innes, Emile Smith, Gave Staniforth, Ian Symons
Vrouwen: 9e plaats
- voorronde: 1-0-3
- Klassificatie (9/10): versloeg Spanje, 4-3

Spelers: Kerry Bee, Caroline Birt, Fiona Butler, Lindsey Carlisle, Pietie Coetzee, Liesel Dorothy, Grazjyna Engelbrecht, Natalie Fulton, Kate Hector, Johke Koornhof, Anli Kotze, Marsha Marescia, Bronwyn Ross (had tot withdraw due tot injury), Tsoanelo Pholo, Susan Webber, Sharne Wehmeyer, Jenny Wilson

### Judo
Henriette Moller (63 kg) 

### Kanovaren
Alan van Coller (k1 500 m/K1 1 000 m) 

### Roeien
Donovan Cech (twee-zonder-stuurman) 

Ramon Di Clemente (twee-zonder-stuurman) 

### Schermen
Vrouwen degen individueel:
- Rachel Barlow - verloor in de 1/32e finale
- Natalia Tychler - verloor in de 1/32e finale
- Kelly Wilson - verloor in de 1/32e finale

Vrouwen degen team:
- Natalia Tychler, Rachel Barlow en Kelly Wilson - 9e plaats

### Schieten
Martin Senore (50 m kleinkalibergeweer) 

### Schoonspringen
Vrouwen 3 meter plank:
- Jenna Dreyer - Kwalificatie: 267.84, halve finale: 196.59 (17e plaats)

Vrouwen 10 meter platform:
- Jenna Dreyer - kwalificatie, 34e plaats

### Taekwondo
- Duncan Mahlangu (68 kg)

### Triatlon
Vrouwen:
- Megan Hall - 2:16:26.53 (36e plaats)

Mannen:
- Conrad Stoltz - Niet gefinisht

### Volleybal
Mannen beachvolleybal:
- Gershon Rorich en Colin Pocock
  - Voorronde: 2-1
  - Laatste 16: Met 2-0 verslagen door Julien Prosser en Mark Williams, Australië

Vrouwen beach:
- Julia Willand en Leigh Ann Naidoo
  - Voorronde: 0-3
  - Laatste 16: Niet gekwalificeerd

### Wielersport
- Ryan Cox (Wegwedstrijd)
- Robert Hunter (Wegwedstrijd)
- Tiaan Kannemeyer (Wegwedstrijd)
- Anriette Schoeman (Wegwedstrijd)

### Worstelen
- Shaun Williams (60 kg vrije stijl)

### Zeilen
- Gareth Blanckenberg (Laser)

### Zwemmen
Eugene Botes (100 m vlinderslag) 

Lyndon Ferns (4x100 m estafette) 

Ryk Neethling (50/100/200 m vrije stijl/4x100 m vrije stijl estafette) 

Terence Parkin (200 m schoolslag/400 individueel wisselslag) 

Roland Mark Schoeman (50/100 vrije stijl/4x100 vrije stijl estafette) 

Karl Thaning (4x100 estafette) 

Darian Townsend (4x100 estafette) 

Gerhard Zandberg (100 m rugslag) 

Afghanistan · Albanië · Algerije · Amerikaanse Maagdeneilanden · Amerikaans-Samoa · Andorra · Angola · Antigua en Barbuda · Argentinië · Armenië · Aruba · Australië · Azerbeidzjan · Bahama's · Bahrein · Bangladesh · Barbados · België · Belize · Benin · Bermuda · Bhutan · Bolivia · Bosnië en Herzegovina · Botswana · Brazilië · Britse Maagdeneilanden · Brunei · Bulgarije · Burkina Faso · Burundi · Cambodja · Canada · Centraal-Afrikaanse Republiek · Chili · China · Chinees Taipei · Colombia · Comoren · Congo-Brazzaville · Congo-Kinshasa · Cookeilanden · Costa Rica · Cuba · Cyprus · Denemarken · Djibouti · Dominica · Dominicaanse Republiek · Duitsland · Ecuador · Egypte · El Salvador · Equatoriaal-Guinea · Eritrea · Estland · Ethiopië · Fiji · Filipijnen · Finland · Frankrijk · Gabon · Gambia · Georgië · Ghana · Grenada · Griekenland · Groot-Brittannië · Guam · Guatemala · Guinee · Guinee‑Bissau · Guyana · Haïti · Honduras · Hongarije · Hongkong · Ierland · IJsland · India · Indonesië · Irak · Iran · Israël · Italië · Ivoorkust · Jamaica · Japan · Jemen · Jordanië · Kaaimaneilanden · Kaapverdië · Kameroen · Kazachstan · Kenia · Kirgizië · Kiribati · Koeweit · Kroatië · Laos · Lesotho · Letland · Libanon · Liberia · Libië · Liechtenstein · Litouwen · Luxemburg · Macedonië · Madagaskar · Malawi · Malediven · Maleisië · Mali · Malta · Marokko · Mauritanië · Mauritius · Mexico · Micronesië · Moldavië · Monaco · Mongolië · Mozambique · Myanmar · Namibië · Nauru · Nederland · Nederlandse Antillen · Nepal · Nicaragua · Nieuw-Zeeland · Niger · Nigeria · Noord-Korea · Noorwegen · Oeganda · Oekraïne · Oezbekistan · Oman · Oostenrijk · Oost‑Timor · Pakistan · Palau · Palestina · Panama · Papoea-Nieuw-Guinea · Paraguay · Peru · Polen · Portugal · Puerto Rico · Qatar · Roemenië · Rusland · Rwanda · Saint Kitts en Nevis · Saint Lucia · Saint Vincent en Grenadines · Salomonseilanden · Samoa · San Marino · Sao Tomé en Principe · Saoedi-Arabië · Senegal · Servië en Montenegro · Seychellen · Sierra Leone · Singapore · Slovenië · Slowakije · Soedan · Somalië · Spanje · Sri Lanka · Suriname · Swaziland · Syrië · Tadzjikistan · Tanzania · Thailand · Togo · Tonga · Trinidad en Tobago · Tsjaad · Tsjechië · Tunesië · Turkije · Turkmenistan · Uruguay · Vanuatu · Venezuela · Verenigde Arabische Emiraten · Verenigde Staten · Vietnam · Wit-Rusland · Zambia · Zimbabwe · Zuid-Afrika · Zuid-Korea · Zweden · Zwitserland